# Периферија Средишња Грчка
Периферија Средишња Грчка (грч.  - Peripheria Stereá Elláda) је једна од 13 периферија у Грчкој. Смештена је у средишњем делу државе и обухвата највећи део истоимене историјске покрајине Средишње Грчке, острво Евбеју и јужни део Тесалије. Главни град периферије је град Ламија.

## Положај и управна подела периферије
Положај: Периферија Средишња Грчка се граничи се са:
- север: периферија Западна Тесалија,
- исток: Јонско море,
- југоисток: периферија Атика,
- југоисток: Јонско море (Коринтски залив),
- запад: Западна Западна Грчка.

Подела: Периферија је подељена на 5 округа:
1. Беотија
2. Евбеја
3. Евританија
4. Фокида
5. Фтиотида

Даља подела на општине изгледа према таблици:

## Географија
Периферија Средишња Грчка је изразито планинска област, која покрива површину 15.549 km², у средишњем делу Грчке. Она покрива око 3/4 површине историјске површине Средишња Грчка.
Рељеф: Готово цела периферија је планинска. Најпознатије планине су Парнас и Еликонас на југу, Отрисорос на истоку, Вардузија у средини, Пинди (западу. Планине су високе, на југу често голетне, а на северу под шумама. Равнице су мале, међусобно изоловане и углавном смештене дуж обале. Најчешће су образоване око доњих токова река. Постоји и неколико поља у средишњем делу периферије (средишња Беотија).
Клима: У приобалном делу клима је изразито средоземна, даље од мора и на већим висинама она прелази у оштрији облик.
Воде: Покрајина Средишња Грчка источном обалом излази на Егејско море. На југу периферија излази на Јонско море и то Коринтски залив датог мора. Због бројних малих залива, постоји и много мањих полуострва. Због сушне климе нема много водотокова, углавном мањих. Најпознатији су речице Кифисос и Сперхејос. На Пиндима се налази и велико вештачко језеро Кремаста.

## Историја
Погледати: Средишња Грчка

## Становништво
У периферији Средишња Грчка живи око 550.000 становника (процена 2010. године). Густина насељености је мала (око 36 ст./км²), што је више не двоструко мање од државног просека (око 80 ст./км²). Последњих година број становника стагнира у периферији као целини, али расте у источним областима (ближе Атини), а опада у западним. Приобални део је много боље насељен него унутрашњост, која је у одређеним деловима готово пуста.
Највећи број становника чине етнички Грци. Месно становништво је познато као конзервативно. У периферији има веома мало досељеника из иностранства.

## Привреда
Периферија Средишња Грчка је привредно срдње развијена област за ниво Грчке. У привреди предњаче већи градови, седишта округа и насеља дуж ауто-пута Атина - Солун ("кичма“ покрајине), где доминира лака индустрија.
Због неповољних природних услова, земљорадња је развијена само у равницама, којих нема много. Преовлађују средоземне културе (агруми, маслина). Најповољнији услови за земљорадњу постоје у Беотији.
Туризам је последњих деценија постао веома важна привредна грана, али туристичка одредишта још увек нису довољно препознатљива на ширем нивоу.